# مكتبة الأسرة الأردنية

شعار المشروع

مكتبة الأسرة الأردنية هو مشروع ثقافي تعليمي أسسته الملكة رانيا العبد الله، تم إنتاج وتطوير المشروع تحت رعاية وزارة الثقافة الأردنية وذلك عام 2006 تحت شعار "مكتبة في كل بيت أردني"، وقد إنطلقت أول حملة للمشروع في عام 2007، ويعد ذلك المشروع إنجاز ثقافي في المملكة الأردنية الهاشمية، كما أنه ثاني مشروع عربيا لمكتبة الأسرة تم إنتاجه بعد مصر.

## أهداف المشروع
تتمثل أهداف المشروع كما عرفته المصادر الرسمية للمشروع في الآتي:
- توفير الكتاب بسعر زهيد للمواطن في جميع محافظات المملكة.
- توصيل الكتاب من دون مشقة إلى المواطن في مختلف مناطق المملكة، عبر إقامة مهرجان القراءة للجميع.
- تغطية قطاع المعرفة بسلاسل من المعارف الإنسانية المختلفة التي تخدم جميع أفراد الأسرة.
- المساعدة على تنمية مهارات القراءة لدى كل أفراد المجتمع الأردني بدءاً بالبيت.
- تشجيع القراءة الورقية.